# أسين (بلدية)
بلدية أسين (بالإسبانية: Asín) هي بلدية تقع في مقاطعة سرقسطة التابعة لمنطقة أراغون شمال شرق إسبانيا.

## الديموغرافيا
بلغ عدد سكان بلدية أسين 110 نسمة عام 2011 (وفقاً للمعهد الوطني الإسباني للإحصاء).
| 108 | 105 | 105 | 113 | 111 | 108 | 110 |